# Antonio Gil Íñiguez
Antonio Gregorio Gil Iñiguez (Santiago, 9 de junio de 1954) es un escritor chileno, conocido principalmente por sus novelas históricas, académico, publicista y periodista.

## Biografía
Hijo de Pedro Antonio Gil Muñoz y Amelia Iñiguez Martínez, nació en la viña El Rincón en las cercanías de Santiago de Chile. Realizó sus estudios primarios y secundarios en el Instituto de Humanidades Luis Campino y posteriormente siguió licenciatura en ciencias sociales y periodismo en la Universidad de Chile.
Se desempeñó como director creativo y director de planificación de la agencia J. Walter Thompson (hoy JWT) con múltiples premios en festivales publicitarios nacionales e internacionales. Ha trabajado en las más diversas campañas de marcas como Nestlé, Ford Motor Company, Lan Chile, IBM, Rosen,  Ripley, 
Como periodista, ha sido columnista de diversos medios de prensa: Las Últimas Noticias, La Nación (diario del que fue despedido en 2010 a raíz de la publicación de una columna titulada A la sombra de Mammon, que fue calificada de antisemita), El Centro (Talca).
Comenzó su carrera literaria escribiendo poesía —su primer libro, Los lugares habidos, apareció en 1982—, pero a partir de 1992 escribe principalmente novelas. Retrato del diablo ganó el Premio Altazor 2013.
Monarquista, el pretendiente al trono del  Reino de la Araucanía y la Patagonia, Philippe Boiry, lo ha distinguido con los títulos nobiliarios de conde de Detif y caballero de la Orden de la  Corona de Acero de esa casa real;
En la edición del 24 de noviembre de 2022 del diario Las Últimas Noticias, en su artículo titulado "Furia de canceladores", cuestionó la legitimidad de la denominada "cultura de la cancelación" y usó de ejemplo el caso del poeta chileno Pablo Neruda (Ricardo Eliécer Neftalí Reyes Basoalto), el cual según su opinión habría sido objeto de "cancelación" por abandonar a su hija enferma y ser acusado de violación de una mujer nativa, respecto a la acusación de violación cuestiona también la autoría de las memorias en que estaría basada dicha acusación y destaca que el descubrimiento de este hecho ocurre "en pleno vigor de las luchas feministas", esta cancelación tendría como supuesto efecto el restar mérito a sus logros políticos y literarios.

## Premios
- Primer Concurso de Novelistas jóvenes de Editorial Los Andes, libro ganador: Hijo de mí
- Premio Altazor 2013 por Retrato del diablo

## Obras

### Poesía
- Los lugares habidos, Ediciones del Ornitorrinco, Santiago, 1982
- Cancha rayada, Ediciones del Ornitorrinco, Santiago, 1985
- Mocha Dick, 2006

### Novela
- Hijo de mí, Editorial Los Andes, Santiago, 1992
- Cosa mentale, Los Andes, Santiago, 1996
- Mezquina memoria, Cuarto Propio, Santiago, 1997 (estas tres novelas fueron reunidas en un solo volumen bajo el título de Tres pasos en la oscuridad, con prólogo de Pilar García y epílogo de Leonardo Sanhueza; Sangría Editora, 2009)
- Circo de pulgas, 2003
- Las playas del otro mundo, Seix Barral, Santiago, 2004 (convertida en novela gráfica en 2009, con guion de Cristián Barros y dibujos de Demetrio Babul; Editorial Margen)
- Cielo de serpientes, Seix Barral, Santiago, 2008
- Carne y jacintos, Sangría Editora, 2010
- Retrato del Diablo, Sangría Editora, 2013
- Apache, Sangría Editora, 2014
- Cabo frío, Sangría Editora, 2015
- Misa de batalla, Sangría Editora, 2015
- Tierra cruda, Sangría Editora, 2018
- Tríptico del secano, Sangría Editora, 2021
- Cuento chino , Sangría Editora, 2022